# Dury, Somme
Dury är en kommun i departementet Somme i regionen Hauts-de-France i norra Frankrike. Kommunen ligger i kantonen Boves som tillhör arrondissementet Amiens. År 2022 hade Dury 1 448 invånare.

## Befolkningsutveckling
Antalet invånare i kommunen Dury
| Referens: INSEE |